# Be the best
Be the best es un programa de televisión que se emite en el canal Be Mad que se estrenó el 28 de noviembre de 2016. Esfuerzo, disciplina, dedicación y compromiso. De estas cuatro premisas parte el programa de superación personal sobre deportistas, atletas olímpicos. Mostrará el duro entrenamiento que cada deportista lleva a diario para poder ser los mejores en sus categorías. La lucha del día a día y el sufrimiento llevará en cada entrega a cada uno de los atletas a mostrar la otra cara del deporte. Boxeo, piragüismo, natación y judo serán las disciplinas que se mostrarán al espectador. El entrenador Rafa Lomana se pondrá en la piel de cada deportista y comprobará en su propia piel la dureza del entrenamiento de cada deporte.

## Equipo técnico
El entrenador y prensentador que ha participado en el programa es Rafa Lomana.

## Audiencias

### Temporada 1
| Programa | Título                                    | Disciplina            | Día de emisión          | Audiencia       |
| -------- | ----------------------------------------- | --------------------- | ----------------------- | --------------- |
| 1        | Saúl Craviotto: El despertar de la bestia | Piragüismo            | 28 de noviembre de 2016 | 107 000 (0,56%) |
| 2        | Ona Carbonell: Sirena sin escamas         | Natación sincronizada | 5 de noviembre de 2016  | 55 000 (0,31%)  |
| 3        | Sugoi Uriarte: El hombre de hielo         | Judo                  | 12 de diciembre de 2016 | 27 000 (0,14%)  |
| 4        | Nicolás 'TNT' González: El golpe del lobo | Boxeo                 | 19 de diciembre de 2016 | 55 000 (0,28%)  |
| 5        | Jaime Nava: Corazón de león               | Rugby                 | 26 de diciembre de 2016 | 44 000 (0,25%)  |
| 6        | Gisela Pulido: Diosa del viento           | Kitesurf              | 2 de enero de 2017      | 53 000 (0,28%)  |
| 7        | Carlos Coloma: Barro y gloria             | Ciclismo de montaña   | 9 de enero de 2017      | 75 000 (0,39%)  |
| 8        | David Casinos: Una oscuridad brillante    | Lanzamiento de peso   | 16 de enero de 2017     | 41 000 (0,24%)  |

## Audiencia media de todas las temporadas
Estas son audiencias de las temporadas del programa Be the best.
| Temporada                | Fecha       | Programas | Cadena | Espectadores | Share |
| ------------------------ | ----------- | --------- | ------ | ------------ | ----- |
| Temporada 1: Be the best | 2016 - 2017 | 8         | Be Mad | 57 000       | 0,30% |